# La Légende de Narcisse
La Légende de Narcisse est un film muet français réalisé par Louis Feuillade sorti en 1908,.